# Port lotniczy Cabo San Lucas
Port lotniczy Cabo San Lucas (IATA: CSL, ICAO: MMSL) – port lotniczy położony 7,2 kilometra na północny zachód od Cabo San Lucas w stanie Kalifornia Dolna Południowa, w Meksyku.